# Nazionale maschile di rugby a 15 dell'Uruguay
La nazionale di rugby a 15 dell'Uruguay (in spagnolo Selección de rugby de Uruguay) è la squadra nazionale di rugby a 15 maschile che rappresenta l'Uruguay in ambito internazionale; opera sotto la giurisdizione dell'Unión de Rugby del Uruguay (URU).
Attiva dal 1948, quando debuttò a Buenos Aires in maniera non ufficiale contro il Cile, partecipa dal 1951 al campionato sudamericano, competizione che l'ha vista vittoriosa solo una volta nel 1981 ma innumerevoli volte seconda; si tratta, infatti, della miglior formazione nazionale del Sudamerica dopo l'Argentina, formazione sconfitta in partita ufficiale per la prima volta nel 2018.
L'Uruguay vanta 4 partecipazioni alla Coppa del Mondo di rugby, in nessuna delle quali superò mai la prima fase; vanta altresì la vittoria in tre edizioni della World Rugby Nations Cup, della quale al 2021 è il detentore essendone il più recente vincitore nel 2019.
Il commissario tecnico della squadra è, dal 2015, l'argentino Estéban Meneses.
Il loro soprannome, Los Teros, fa riferimento al vanellus chilensis, un uccello presente nelle pianure uruguagie.
Al 21 novembre 2022 la squadra occupa la 17ª posizione del ranking World Rugby.

## Storia

### Origini
Il debutto internazionale ufficiale dell'Uruguay fu nel 1951, ai Giochi panamericani, in una partita contro l'Argentina persa 62-0.
Sino all'epoca non esisteva una federazione uruguayana e il principale club, il Montevideo Cricket Club, faceva parte dell'Unión de Rugby del Río de la Plata, ossia l'attuale federazione argentina. Proprio quel club aveva affrontato nel 1948 il Cile a Buenos Aires in quello che viene idealmente ma erroneamente considerato l'esordio ufficioso della nazionale uruguaiana.
L'Uruguay non ebbe un calendario di incontri molto fitto negli anni '50, così che il seguente incontro fu disputato cinque anni dopo, con una sconfitta contro il Cile, e di nuovo due anni dopo.
Nel 1958, affrontarono nuovamente l'Argentina che offrì uno spettacolo simile a quello del primo incontro, vincendo 50 a 3. Tuttavia, l'Uruguay riuscì ad ottenere una vittoria nello stesso anno, battendo il Perù.
Gli anni '60 iniziarono bene per l'Uruguay, con una vittoria sul Brasile. Tuttavia, questo successo fu seguito da una serie di quattro sconfitte.
L'unica altra vittoria nel decennio fu contro il Cile nel 1964, seguita da altre cinque sconfitte consecutive.

### Anni '70 e '80
Gli anni '70 furono un periodo migliore per l'Uruguay in confronto ai decenni anteriori. Iniziarono con una vittoria sul Paraguay nel 1971, che fu seguita da una vittoria e una sconfitta con il Cile e con una vittoria con il Brasile.
Vinsero tutti i match, ad eccezione di due incontri nei quali furono sconfitti dall'Argentina di 55 punti. Nel 1977 persero di 77 punti a zero contro i "pumas", due anni dopo andarono vicini ad un ottimo risultato, perdendo solo di 3 punti (19 to 16).
Gli anni '80 iniziarono con una vittoria (54-14) con il Paraguay, a cui seguì una striscia positiva interrotta dall'Argentina nel 1983.
Negli anni 1987/1989 la squadra mantenne l'imbattibilità, fino alla partita persa con il Cile per 19 a 17.
A questa sconfitta seguirono due sonore disfatte, con l'Argentina e con gli Stati Uniti d'America per ben 60 punti.

### Dal 1990 ad oggi
Gli anni '90 iniziarono positivamente per il rugby uruguagio grazie a tre vittorie consecutive contro Cile, Brasile e Paraguay, alle quali seguirono altre vittorie contro rivali tradizionali del sud america, tranne i maestri argentini. L'Uruguay giocò anche contro la Nazionale Canadese, perdendo per 28 a 9 nel 1995. Ciò portò ad una striscia di sconfitte contro Argentina, USA e lo stesso Canada negli anni 1996/'97. Nonostante i risultati altalenanti, l'Uruguay riuscì nell'impresa di qualificarsi alla coppa del mondo 1999 in Galles, dove batterono la Spagna nella fase eliminatoria a gironi.
Nel 2001 l'Uruguay perse di soli 10 punti contro l'Argentina e contro altre nazioni ben più accreditate, come l'Italia. Nel 2002 l'Uruguay consolidò i propri miglioramenti con una sconfitta e una vittoria di misura contro gli USA e una vittoria per 25 a 23 contro il Canada e continuò a sconfiggere le altre nazioni minori sudamericane, imponendosi come la seconda forza del continente latino americano.
Ciò portò l'Uruguay a qualificarsi nuovamente per la coppa del mondo 2003 in Australia, dove venne sonoramente battuto dal Sud Africa, da Samoa e dai futuri campioni inglesi, ma riuscì comunque a tornare a casa con una soddisfacente vittoria per 24 a 12 contro la Georgia.
L'anno seguente vinsero tutti i loro incontri a parte una sconfitta contro l'Argentina e gli anni seguenti vennero sconfitti di 100 (nel 2004) e di 131 punti (nel 2004) dal Sud Africa.
L'Uruguay non si è qualificato per il mondiale sia per l'edizione del 2007 sia per quella del 2011, ma ci riesce in quella del 2015 dopo lo spareggio contro la Russia. I Teros perdono tutte le partite del mondiale inglese contro Australia, Inghilterra, Galles e Figi, nel girone di ferro della competizione.
I Teros sono presenti anche alla Coppa del Mondo di rugby 2019 in Giappone, ma stavolta all'interno delle qualificazioni continentali, a seguito delle due vittorie ottenute nel doppio confronto col Canada. Nella competizione nipponica, ottengono la loro terza vittoria mondiale della storia, nonché quella di maggiore prestigio della nazionale, avendo battuto 30-27 le Figi che li sopravanzano nel ranking.
Si è qualificata per la Coppa del Mondo di rugby 2023 battendo gli USA nel primo doppio confronto delle qualificazioni americane.

## Statistiche

### Coppa del Mondo di rugby
| Edizione | Paese organizzatore       | Posizione       |
| -------- | ------------------------- | --------------- |
| 1987     | Nuova Zelanda e Australia | Non invitata    |
| 1991     | Inghilterra               | Non entrata     |
| 1995     | Sudafrica                 | Non qualificata |
| 1999     | Galles                    | Girone          |
| 2003     | Australia                 | Girone          |
| 2007     | Francia                   | Non qualificata |
| 2011     | Nuova Zelanda             | Non qualificata |
| 2015     | Inghilterra               | Girone          |
| 2019     | Giappone                  | Girone          |
| 2023     | Francia                   | Girone          |